# コショウとドラジェ
コショウとドラジェ (フランス語: Dragées au poivre、英：Sweet and Sour）は 1963年に公開されたフランスとイタリアの合作喜劇映画。
監督はジャック・バラティエ。主演ギイ・ブドス。 この映画は2016年のカンヌ国際映画祭クラシックス部門に選出された。